# جووانی باتالین
جووانی باتالین (زادهٔ ۲۲ ژوئیهٔ ۱۹۵۱) رکابزن حرفه‌ای سابق ایتالیایی است که در رشتهٔ دوچرخه‌سواری جاده فعالیت می‌کرد. او توانست در فصل ۱۹۸۱ در دو گرند تور جیرو دیتالیا و ووئلتا اسپانیا قهرمان شود.

## سال‌های نخست
باتالین در ماروستیکا در استان ویچنزا زاده‌شد. او در سال ۱۹۷۲ در مسابقهٔ آماتور جیرو دیتالیا برنده شد و در سال بعد، به عنوان رکابزن حرفه‌ای به تیم جولیج سرامیکا پیوست.

## فعالیت حرفه‌ای

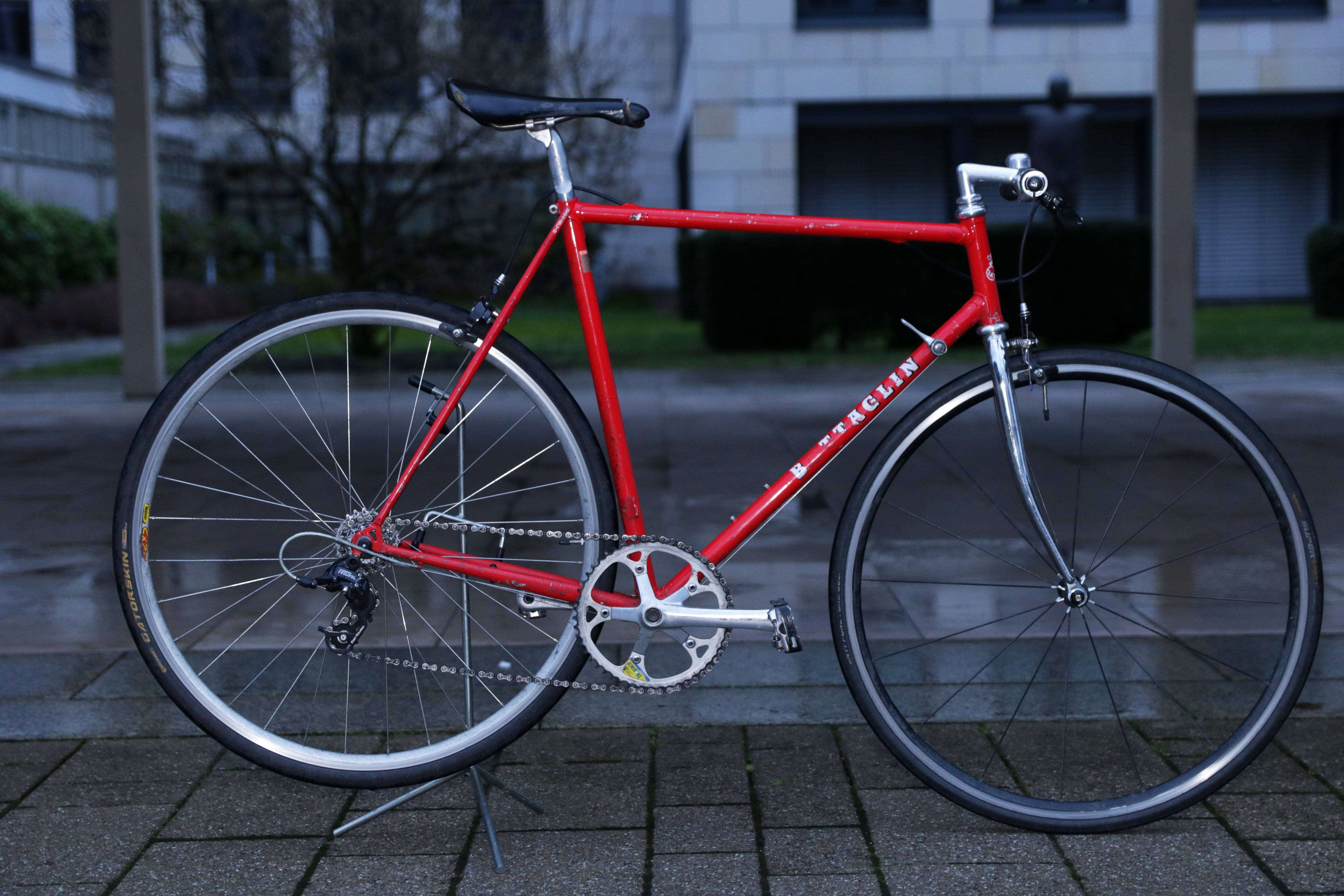
دوچرخه جووانی باتالین در زمان نوجوانی

جیرو دیتالیای ۱۹۷۳ نخستین حضور باتالین در گرند تورها بود. او نمایش امیدوارکننده‌ای داشت و جایگاه سوم مرحلهٔ چهارم را به دست آورد. در میانهٔ جیرو، باتالین پس از ادی مرکس در رتبهٔ دوم بود؛ ولی آن را به فلیچه جیموندی داد. او توانست جیرو را بر سکوی سوم به پایان برساند و ظهور ستاره‌ای درخشان در دنیای دوچرخه‌سواری را نوید دهد. باتالین در جیرو دیتالیای ۱۹۷۵ پنج روز پیراهن صورتی را به تن داشت و در چند مرحله پیروز شد. همچنین پیروزی‌هایی در مسابقات مرحله‌ای کوچکتر به دست آورد. در تور دو فرانس ۱۹۷۹ با وجود دریافت جریمه به دلیل مثبت شدن دوپینگ، برندهٔ پیراهن سلطان کوهستان شد. سپس رتبهٔ سوم جیرو دیتالیای ۱۹۸۰ را کسب کرد.
در سال بعد، باتالین در مرحلهٔ دهم ووئلتا اسپانیای ۱۹۸۱ که تایم تریل کوهستانی بود، برنده شد و پیراهن طلایی را به دست آورد. تنها تهدید برای صدرنشینی او پدرو مونیوز بود. باتالین و سایر اعضای تیم اینوکسپران توانستند در برابر تهدیدهای مونیوز مقاومت کنند و باتالین نخستین قهرمانی خود در گرند تورها را به دست آورد. سه روز بعد، وارد جیرو دیتالیای ۱۹۸۱ شد. او توانست برندهٔ مرحلهٔ نوزدهم شود و پیراهن صورتی را از سیلوانو کنتینی بگیرد. باتالین در مرحلهٔ پایانی که تایم تریل انفرادی بود، از صدرنشینی خود دفاع کرد و برندهٔ جیرو شد. او پس از ادی مرکس دومین نفری بود که توانست در یک سال، برندهٔ جیرو و ووئلتا شود. باتالین در یک دورهٔ زمانی یک‌ونیم ماهه برندهٔ دو گرند تور شد.

## بازنشستگی
باتالین در پایان فصل ۱۹۸۴ بازنشسته شد. در سال ۱۹۸۲ تجارت تولید دوچرخه را با نام خود آغاز کرد. در سال ۲۰۰۲ شرکت او حامی مالی سرامیکه پاناریا فیودرو بود.

## نتایج در گرند تورها
| گرند تور       | ۱۹۷۳ | ۱۹۷۴ | ۱۹۷۵   | ۱۹۷۶   | ۱۹۷۷ | ۱۹۷۸   | ۱۹۷۹ | ۱۹۸۰ | ۱۹۸۱ | ۱۹۸۲   | ۱۹۸۳   | ۱۹۸۴   |
| -------------- | ---- | ---- | ------ | ------ | ---- | ------ | ---- | ---- | ---- | ------ | ------ | ------ |
| جیرو دیتالیا   | ۳    | ۶    | ۱۸     | ناتمام | ۴۶   | ناتمام | —    | ۳    | ۱    | —      | ناتمام | ۵۰     |
| تور دو فرانس   | —    | —    | ناتمام | ناتمام | —    | —      | ۶    | —    | —    | ناتمام | —      | ناتمام |
| ووئلتا اسپانیا | —    | —    | —      | —      | —    | —      | —    | —    | ۱    | —      | —      | —      |